# Laura Gómez
Laura Gómez Ropiñon (ur. 6 maja 1993) – hiszpańska judoczka. Olimpijka z Rio de Janeiro 2016, gdzie zajęła dziewiąte miejsce w wadze półlekkiej.
Siódma na mistrzostwach świata w 2011; uczestniczka zawodów 2010, 2013, 2014 i 2015. Startowała w Pucharze Świata w latach 2005 i 2008-2016. Brązowa medalistka mistrzostw Europy w 2013. Wygrała uniwersjadzie w 2009. Triumfatorka igrzysk śródziemnomorskich w 2013 roku.

## Letnie Igrzyska Olimpijskie 2016
| Konkurencja | Eliminacje                    | Eliminacje            | Klas. końcowa |
| Konkurencja | Przeciwnik I                  | Przeciwnik II         | Miejsce       |
| ----------- | ----------------------------- | --------------------- | ------------- |
| 52 kg       | Gulbadam Babamuratowa (TKM) Z | Andreea Chițu (ROU) P | 9.            |